# Liegi-Bastogne-Liegi 2022
La Liegi-Bastogne-Liegi 2022, centoottesima edizione della corsa e valevole come diciassettesima prova dell'UCI World Tour 2022 categoria 1.UWT, si svolse il 24 aprile 2022 su un percorso di 257,1 km, con partenza e arrivo a Liegi, in Belgio. La vittoria fu appannaggio del belga Remco Evenepoel, che completò il percorso in 6h12'38", alla media di 41,413 km/h, precedendo i connazionali Quinten Hermans e Wout Van Aert.
Sul traguardo di Liegi 121 ciclisti, su 172 partiti dalla medesima località, portarono a termine la competizione.

## Squadre e corridori partecipanti
| N.      | Cod. | Squadra                     |
| ------- | ---- | --------------------------- |
| 1-7     | UAD  | UAE Team Emirates           |
| 11-17   | QST  | Quick-Step Alpha Vinyl Team |
| 21-27   | GCF  | Groupama-FDJ                |
| 31-37   | MOV  | Movistar Team               |
| 41-47   | IPT  | Israel-Premier Tech         |
| 51-57   | DSM  | Team DSM                    |
| 61-67   | TFS  | Trek-Segafredo              |
| 71-77   | BOH  | Bora-Hansgrohe              |
| 81-87   | TBV  | Bahrain Victorious          |
| 91-97   | IGD  | Ineos Grenadiers            |
| 101-107 | AST  | Astana Qazaqstan Team       |
| 111-117 | TJV  | Jumbo-Visma                 |
| 121-127 | BEX  | Team BikeExchange-Jayco     |

| N.      | Cod. | Squadra                   |
| ------- | ---- | ------------------------- |
| 131-137 | COF  | Cofidis                   |
| 141-147 | ACT  | AG2R Citroën Team         |
| 151-157 | LTS  | Lotto Soudal              |
| 161-167 | ARK  | Team Arkéa-Samsic         |
| 171-177 | EFE  | EF Education-EasyPost     |
| 181-187 | UXT  | Uno-X Pro Cycling Team    |
| 191-197 | IWG  | Intermarché-Wanty-Gobert  |
| 201-207 | AFC  | Alpecin-Fenix             |
| 211-217 | TEN  | TotalEnergies             |
| 221-227 | BWB  | Bingoal Pauwels Sauces WB |
| 231-237 | SVB  | Sport Vlaanderen-Baloise  |
| 241-247 | EKP  | Equipo Kern Pharma        |

## Ordine d'arrivo (Top 10)
| Pos. | Corridore          | Squadra     | Tempo    |
| ---- | ------------------ | ----------- | -------- |
| 1    | Remco Evenepoel    | Quick-Step  | 6h12'38" |
| 2    | Quinten Hermans    | Intermarché | a 48"    |
| 3    | Wout Van Aert      | Jumbo       | s.t.     |
| 4    | Daniel Martínez    | Ineos       | s.t.     |
| 5    | Sergio Higuita     | Bora        | s.t.     |
| 6    | Dylan Teuns        | Bahrain     | s.t.     |
| 7    | Alejandro Valverde | Movistar    | s.t.     |
| 8    | Neilson Powless    | EF          | s.t.     |
| 9    | Marc Hirschi       | UAE         | s.t.     |
| 10   | Michael Woods      | Israel      | s.t.     |